# 14179 Skinner
14179 Skinner eller 1998 VM32 är en asteroid i huvudbältet som upptäcktes den 15 november 1998 av den nyzeeländska astronomen Ian P. Griffin i Cocoa. Den är uppkallad efter läkaren Christopher J. Skinner.
Asteroiden har en diameter på ungefär 9 kilometer.